# 江陽雁塔
江陽雁塔位於四川省瀘州市江陽區，文物遺址年代判定為清。2012年7月16日公佈為第八批四川省文物保護單位。

## 簡介[2]
江陽雁塔位於四川省瀘州市江陽區方山鎮白塔村6社，建於清嘉慶二十三年（1818），坐西北向東南，六角七層重簷閣樓式磚塔。通高30公尺，素面六邊形台基，高0.97公尺，邊長3.67公尺。塔身正六邊形，每層邊長逐級縮小；底層至第二層高5公尺，底層為石砌拱形門，門上有楷書楹聯，橫額上書“壽並河山”，左右書“競羨科名題雁塔”、“新開氣象拓鴻規”；每級均有石砌踏道直到塔頂；每層均有門可達塔簷；塔尖為攢尖頂。雁塔歷史悠久、保存基本完整，是瀘州地區清代中期的重要遺築，是瀘州地區民俗、經濟、工藝發展狀況的重要見證，對研究瀘州地區佛教以及民俗具有較高的價值。1993年，江陽雁塔被瀘州市人民政府公佈為市級文物保護單位。